# Зырянов, Константин Георгиевич
Константи́н Гео́ргиевич Зыря́нов (род. 5 октября 1977[…], Пермь) — российский футболист, полузащитник, тренер. Выступал за сборную России. Заслуженный мастер спорта России (2008). С 7 марта 2024 года является советником председателя правления «Зенита».

## Клубная карьера

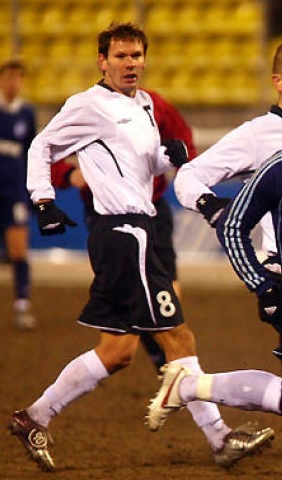
Зырянов в «Торпедо»

Уроженец Перми. Окончил футбольную школу местного клуба «Звезда» (первый тренер Вячеслав Ладейщиков). В 1995 году оказался в составе только что созданного клуба «Амкар». Вместе с командой за пять лет прошёл путь от третьей лиги до Первого дивизиона, куда пермяки пробились в 1999 году. В этот период Зырянов выделялся на фоне партнёров тем, что умел сыграть нестандартно и отдать острую передачу, к тому же для центрального полузащитника достаточно часто поражал ворота соперников (всего за «Амкар» он отличился 49 раз в 181 игре).
В начале 2000 года на Зырянова обратили внимание представители московского «Торпедо», выступавшего в высшем дивизионе. В первый год выступлений на высшем уровне полузащитник провёл всего восемь матчей (из них пять в чемпионате), забил четыре гола и стал бронзовым призёром чемпионата. Первый гол забил в первом же матче за клуб, поразив ворота «Алании». Со следующего сезона стал игроком основного состава и одним из главных лиц в средней линии команды. На тот момент «Торпедо» боролось за призовые места, а также периодически выступало в еврокубках. Однако в скором времени дела команды стали ухудшаться и в 2006 году «чёрно-белые» вылетели в первый дивизион, что предопределило скорый уход Зырянова из клуба.
В марте 2007 года 29-летний полузащитник перешёл в петербургский «Зенит», где первоначально рассматривался в качестве игрока ротации. Однако дебютный сезон за «сине-бело-голубых» оказался самым удачным в карьере Зырянова. Практически в каждом матче он проделывал большой объём работы, успевая начинать и развивать атаки команды, отдавать голевые передачи и забивать голы самостоятельно (всего на его счету оказалось девять забитых мячей и пять голевых передач только в чемпионате России). По итогам сезона «Зенит» впервые стал чемпионом России, а Зырянов был признан лучшим футболистом страны по версии изданий «Спорт-Экспресс» и «Футбол», а также РФС. Весной 2008 года помог клубу одержать победу в Кубке УЕФА, в финальном матче против шотландского «Рейнджерс» (2:0) на последних минутах забил второй мяч. На протяжении семи сезонов Зырянов был одним из лидеров команды и выиграл в её составе восемь трофеев. 15 мая 2014 года, выйдя на замену в конце матча 30-го тура, последний раз появился в составе «Зенита».
В 2014 году руководство клуба предложило ему завершить карьеру и занять место в руководстве клуба, но он отказался. С августа 2014, подписав годичный контракт, Зырянов стал играющим тренером фарм-клуба «Зенит-2». Здесь же продолжал выступать. Дважды он был признан лучшим игроком месяца в ПФЛ: в августе и ноябре 2014 года. Последнюю игру за «Зенит-2» Зырянов провёл 20 мая 2018 года в матче с «Соколом» (3:0) в возрасте 39 лет.

## Карьера в сборной
За молодёжные сборные не выступал, за основную сборную России дебютировал в возрасте 28 лет в матче против сборной Испании 27 мая 2006 года.
В ходе отборочной компании к Евро-2008 стал ключевым игроком в построениях главного тренера Гуса Хиддинка. Первый гол за сборную забил накануне чемпионата Европы, поразив ворота сборной Казахстана (6:0). На чемпионате Европы был твёрдым игроком стартового состава и внёс важный вклад в выход сборной России из группы: 14 июня 2008 года после передачи капитана команды Сергея Семака забил единственный гол в ворота сборной Греции, принеся победу. По итогам чемпионата Зырянов был включён в его символическую сборную.
После этого принял участие в отборочных матчах к чемпионату мира в ЮАР, однако квалифицироваться на него россияне не сумели, уступив в стыковых матчах сборной Словении. Успешнее сложились отборочные матчи к чемпионату Европы 2012, куда россияне квалифицировались с первого места в группе, однако на самом турнире выступили неудачно. В решающем матче за выход в плей-офф сборная России со счётом 0:1 уступила грекам, но Зырянов не смог принять участия в том матче из-за простуды.
После Евро Зырянов перестал вызываться в сборную, а 17 декабря 2012 года объявил о завершении карьеры в национальной сборной, проведя за неё 51 матч и забив семь голов.

## Карьера тренера
Выступая за «Зенит-2», Зырянов одновременно стал играющим тренером команды, а 27 декабря 2017 года стал главным тренером фарм-клуба, сменив на посту Анатолия Давыдова. Под его руководством команда заняла 16-е место в ФНЛ. Перед началом следующего сезона стал главным тренером молодёжного состава «Зенита». В обратном направлении проследовал Александр Горшков, рокировка произошла по причине отсутствия у Зырянова тренерской лицензии Pro, которая необходима для работы в ФНЛ.
4 октября 2022 года был назначен главным тренером новороссийского «Черноморца», под его руководством команда вышла в Первую лигу. 15 ноября 2023 года покинул клуб вследствие решения руководства о расторжении контракта, команда после 18 туров сезона в Первой лиге занимала 15-е место, набрав 18 очков в 18 турах (3 победы, 9 ничьих, 6 поражений).
7 марта 2024 года был назначен на должность советника председателя правления «Зенита».

## Статистика

### Клубная
| Клуб             | Сезон            | Лига | Лига | Кубки | Кубки | Еврокубки | Еврокубки | Итого | Итого |
| Клуб             | Сезон            | Игры | Голы | Игры  | Голы  | Игры      | Голы      | Игры  | Голы  |
| ---------------- | ---------------- | ---- | ---- | ----- | ----- | --------- | --------- | ----- | ----- |
| Амкар (Пермь)    |                  |      |      |       |       |           |           |       |       |
| 1995             | 24               | 8    | 0    | 0     | -     | -         | 24        | 8     |       |
| 1996             | 40               | 13   | 0    | 0     | -     | -         | 40        | 13    |       |
| 1997             | 38               | 4    | 3    | 0     | -     | -         | 41        | 4     |       |
| 1998             | 33               | 17   | 2    | 1     | -     | -         | 35        | 18    |       |
| 1999             | 36               | 6    | 5    | 0     | -     | -         | 41        | 6     |       |
| Итого            | 171              | 48   | 10   | 1     | 0     | 0         | 181       | 49    |       |
| Торпедо-2        |                  |      |      |       |       |           |           |       |       |
| 2000             | 2                | 1    | -    | -     | -     | -         | 2         | 1     |       |
| Итого            | 2                | 1    | 0    | 0     | 0     | 0         | 2         | 1     |       |
| Торпедо (Москва) |                  |      |      |       |       |           |           |       |       |
| 2000             | 5                | 3    | 2    | 1     | 1     | 0         | 8         | 4     |       |
| 2001             | 29               | 0    | 2    | 0     | 2     | 0         | 33        | 0     |       |
| 2002             | 15               | 0    | 0    | 0     | -     | -         | 15        | 0     |       |
| 2003             | 26               | 0    | 2    | 0     | 5     | 1         | 33        | 1     |       |
| 2004             | 30               | 2    | 1    | 0     | -     | -         | 31        | 2     |       |
| 2005             | 29               | 3    | 4    | 0     | -     | -         | 33        | 3     |       |
| 2006             | 30               | 1    | 5    | 1     | -     | -         | 31        | 1     |       |
| Итого            | 164              | 9    | 16   | 2     | 8     | 1         | 188       | 12    |       |
| Зенит (СПб)      |                  |      |      |       |       |           |           |       |       |
| 2007             | 27               | 9    | 5    | 3     | 8     | 1         | 40        | 13    |       |
| 2008             | 29               | 7    | 1    | 0     | 16    | 2         | 46        | 9     |       |
| 2009             | 30               | 4    | 2    | 1     | 6     | 0         | 38        | 5     |       |
| 2010             | 28               | 2    | 3    | 0     | 9     | 0         | 40        | 2     |       |
| 2011/12          | 41               | 1    | 6    | 0     | 11    | 1         | 58        | 2     |       |
| 2012/13          | 27               | 6    | 4    | 0     | 4     | 0         | 35        | 6     |       |
| 2013/14          | 19               | 1    | 2    | 0     | 8     | 0         | 29        | 1     |       |
| Итого            | 201              | 30   | 23   | 4     | 62    | 4         | 286       | 38    |       |
| Зенит-2 (СПб)    |                  |      |      |       |       |           |           |       |       |
| 2014/15          | 23               | 6    | -    | -     | -     | -         | 23        | 6     |       |
| 2015/16          | 34               | 2    | -    | -     | -     | -         | 34        | 2     |       |
| 2016/17          | 28               | 2    | -    | -     | -     | -         | 28        | 2     |       |
| 2017/18          | 3                | 0    | -    | -     | -     | -         | 3         | 0     |       |
| Итого            | 88               | 10   | 0    | 0     | 0     | 0         | 88        | 10    |       |
| Всего за карьеру | Всего за карьеру | 626  | 98   | 49    | 7     | 70        | 5         | 745   | 111   |

### В сборной
| Матчи Зырянова за сборную России | Матчи Зырянова за сборную России | Матчи Зырянова за сборную России | Матчи Зырянова за сборную России | Матчи Зырянова за сборную России | Матчи Зырянова за сборную России |
| №                                | Дата                             | Соперник                         | Счёт                             | Голы                             | Соревнование                     |
| -------------------------------- | -------------------------------- | -------------------------------- | -------------------------------- | -------------------------------- | -------------------------------- |
| 1                                | 27 мая 2006                      | Испания                          | 0:0                              | -                                | Товарищеский матч                |
| 2                                | 24 марта 2007                    | Эстония                          | 2:0                              | -                                | Отборочные матчи ЧЕ-2008         |
| 3                                | 2 июня 2007                      | Андорра                          | 4:0                              | -                                | Отборочные матчи ЧЕ-2008         |
| 4                                | 22 августа 2007                  | Польша                           | 2:2                              | -                                | Товарищеский матч                |
| 5                                | 8 сентября 2007                  | Македония                        | 3:0                              | -                                | Отборочные матчи ЧЕ-2008         |
| 6                                | 12 сентября 2007                 | Англия                           | 0:3                              | -                                | Отборочные матчи ЧЕ-2008         |
| 7                                | 17 октября 2007                  | Англия                           | 2:1                              | -                                | Отборочные матчи ЧЕ-2008         |
| 8                                | 17 ноября 2007                   | Израиль                          | 1:2                              | -                                | Отборочные матчи ЧЕ-2008         |
| 9                                | 21 ноября 2007                   | Андорра                          | 1:0                              | -                                | Отборочные матчи ЧЕ-2008         |
| 10                               | 23 мая 2008                      | Казахстан                        | 6:0                              | 1                                | Товарищеский матч                |
| 11                               | 28 мая 2008                      | Сербия                           | 2:1                              | -                                | Товарищеский матч                |
| 12                               | 4 июня 2008                      | Литва                            | 4:1                              | 1                                | Товарищеский матч                |
| 13                               | 10 июня 2008                     | Испания                          | 1:4                              | -                                | Финальные матчи ЧЕ-2008          |
| 14                               | 14 июня 2008                     | Греция                           | 1:0                              | 1                                | Финальные матчи ЧЕ-2008          |
| 15                               | 18 июня 2008                     | Швеция                           | 2:0                              | -                                | Финальные матчи ЧЕ-2008          |
| 16                               | 21 июня 2008                     | Нидерланды                       | 3:1                              | -                                | Финальные матчи ЧЕ-2008          |
| 17                               | 26 июня 2008                     | Испания                          | 0:3                              | -                                | Финальные матчи ЧЕ-2008          |
| 18                               | 20 августа 2008                  | Нидерланды                       | 1:1                              | 1                                | Товарищеский матч                |
| 19                               | 10 сентября 2008                 | Уэльс                            | 2:1                              | -                                | Отборочные матчи ЧМ-2010         |
| 20                               | 11 октября 2008                  | Германия                         | 1:2                              | -                                | Отборочные матчи ЧМ-2010         |
| 21                               | 15 октября 2008                  | Финляндия                        | 3:0                              | -                                | Отборочные матчи ЧМ-2010         |
| 22                               | 28 марта 2009                    | Азербайджан                      | 2:0                              | 1                                | Отборочные матчи ЧМ-2010         |
| 23                               | 1 апреля 2009                    | Лихтенштейн                      | 1:0                              | 1                                | Отборочные матчи ЧМ-2010         |
| 24                               | 10 июня 2009                     | Финляндия                        | 3:0                              | 1                                | Отборочные матчи ЧМ-2010         |
| 25                               | 12 августа 2009                  | Аргентина                        | 2:3                              | -                                | Товарищеский матч                |
| 26                               | 5 сентября 2009                  | Лихтенштейн                      | 3:0                              | -                                | Отборочные матчи ЧМ-2010         |
| 27                               | 9 сентября 2009                  | Уэльс                            | 3:1                              | -                                | Отборочные матчи ЧМ-2010         |
| 28                               | 10 октября 2009                  | Германия                         | 0:1                              | -                                | Отборочные матчи ЧМ-2010         |
| 29                               | 14 ноября 2009                   | Словения                         | 2:1                              | -                                | Отборочные матчи ЧМ-2010         |
| 30                               | 18 ноября 2009                   | Словения                         | 0:1                              | -                                | Отборочные матчи ЧМ-2010         |
| 31                               | 3 марта 2010                     | Венгрия                          | 1:1                              | -                                | Товарищеский матч                |
| 32                               | 11 августа 2010                  | Болгария                         | 1:0                              | -                                | Товарищеский матч                |
| 33                               | 3 сентября 2010                  | Андорра                          | 2:0                              | -                                | Отборочные матчи ЧЕ-2012         |
| 34                               | 7 сентября 2010                  | Словакия                         | 0:1                              | -                                | Отборочные матчи ЧЕ-2012         |
| 35                               | 8 октября 2010                   | Ирландия                         | 3:2                              | -                                | Отборочные матчи ЧЕ-2012         |
| 36                               | 12 октября 2010                  | Македония                        | 1:0                              | -                                | Отборочные матчи ЧЕ-2012         |
| 37                               | 17 ноября 2010                   | Бельгия                          | 0:2                              | -                                | Товарищеский матч                |
| 38                               | 9 февраля 2011                   | Иран                             | 0:1                              | -                                | Товарищеский матч                |
| 39                               | 26 марта 2011                    | Армения                          | 0:0                              | -                                | Отборочные матчи ЧЕ-2012         |
| 40                               | 29 марта 2011                    | Катар                            | 1:1                              | -                                | Товарищеский матч                |
| 41                               | 4 июня 2011                      | Армения                          | 3:1                              | -                                | Отборочные матчи ЧЕ-2012         |
| 42                               | 10 августа 2011                  | Сербия                           | 1:0                              | -                                | Товарищеский матч                |
| 43                               | 2 сентября 2011                  | Македония                        | 1:0                              | -                                | Отборочные матчи ЧЕ-2012         |
| 44                               | 6 сентября 2011                  | Ирландия                         | 0:0                              | -                                | Отборочные матчи ЧЕ-2012         |
| 45                               | 7 октября 2011                   | Словакия                         | 1:0                              | -                                | Отборочные матчи ЧЕ-2012         |
| 46                               | 11 ноября 2011                   | Греция                           | 1:1                              | -                                | Товарищеский матч                |
| 47                               | 29 февраля 2012                  | Дания                            | 2:0                              | -                                | Товарищеский матч                |
| 48                               | 25 мая 2012                      | Уругвай                          | 1:1                              | -                                | Товарищеский матч                |
| н/о                              | 29 мая 2012                      | Литва                            | 0:0                              | -                                | Товарищеский матч                |
| 49                               | 1 июня 2012                      | Италия                           | 3:0                              | -                                | Товарищеский матч                |
| 50                               | 8 июня 2012                      | Чехия                            | 4:1                              | -                                | Финальные матчи ЧЕ-2012          |
| 51                               | 12 июня 2012                     | Польша                           | 1:1                              | -                                | Финальные матчи ЧЕ-2012          |

Итого по официальным матчам: 51 матч / 7 голов; 30 побед, 10 ничьих, 11 поражений.

## Достижения

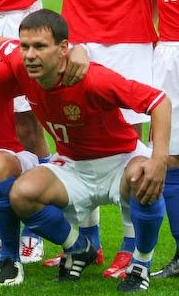
Константин Зырянов в составе сборной России

### Командные
«Амкар»
- Победитель второго дивизиона ПФЛ: 1998 (зона «Урал»)
- Серебряный призёр второй лиги ПФЛ: 1997 (зона «Центр»)
- Бронзовый призёр второй лиги ПФЛ: 1996 (зона «Центр»)
- Серебряный призёр третьей лиги ПФЛ: 1995 (6 зона)

«Торпедо» (Москва)
- Бронзовый призёр чемпионата России: 2000

«Зенит»
- Чемпион России: 2007, 2010, 2011/12
- Обладатель Кубка России: 2009/10
- Обладатель Суперкубка России: 2008, 2011
- Обладатель Кубка УЕФА: 2007/08
- Обладатель Суперкубка УЕФА: 2008
- Серебряный призёр чемпионата России: 2012/13, 2013/14
- Бронзовый призёр чемпионата России: 2009

«Зенит-2»
- Серебряный призёр первенства ПФЛ: 2014/15 (зона «Запад»)

Сборная России
- Бронзовый призёр чемпионата Европы: 2008

### Личные
- Заслуженный мастер спорта России (2008)
- Лучший футболист Пермского края: 1998
- В списках 33 лучших футболистов чемпионата России (4): № 1 (2007, 2009, 2010), № 2 (2008)
- Лучший игрок чемпионата России по опросу футболистов: 2007
- Лучший игрок чемпионата России по опросу журналистов: 2007
- Лучший игрок сезона по опросу российских тренеров: 2007[13]
- Приз «Футбольный джентльмен года»: 2007[14]
- Попадание в символическую сборную чемпионата Европы 2008 года по версии УЕФА.
- Член Клуба Игоря Нетто (2012)

## Личная жизнь
В 2001 году отец Зырянова погиб в автокатастрофе, а через несколько месяцев после этого от ножевых ранений, полученных на улице, скончался родной брат футболиста.
2 августа 2002 года жена Зырянова 23-летняя Ольга, страдавшая наркоманией, находясь в состоянии алкогольного опьянения и взяв в руки 4-летнюю дочь Ирину, выбросилась из окна 8-го этажа. Дочь скончалась в тот же день, Ольга — 2 сентября.
20 сентября 2008 года у Зырянова и его подруги Натальи родился сын Лев. 9 июня 2010 года Зырянов и Наталья заключили официальный брак. 9 января 2012 года у пары родилась дочь Полина. 22 июля 2014 года родилась дочь Анна.